# پایگاه هوایی دپیل
پایگاه هوایی دپیل (به انگلیسی: De Peel Air Base) یک فرودگاه نظامی است که یک باند فرود بتن و آسفالت دارد و طول باند آن ۲۹۸۸ متر است. این فرودگاه در کشور هلند قرار دارد و در ارتفاع ۳۰ متری از سطح دریا واقع شده است.